# Йохан Вайганд фон Лютцелбург
Йохан Вайганд фон Лютцелбург (на немски: Johann Weigand von Lützelburg, Herr von Imlingen; * ок. 1580; † 1652, Имлинген, Лотарингия) е господар на Имлинген в Мозел в регион Гранд Ест.

## Произход
Той е син на херцогския саксонски щатхалтер на Ваймар Антон фон Лютцелбург (1527 – 1587), господар на Саарбург, и съпругата му Катарина фон Харщал († сл. 1610), дъщеря на Кристоф фон Харщал (* ок. 1510), господар на Мила, и Барбара фон Шьонбург (* ок. 1515). Внук е на княжеския епископски дворцов майстер в Страсбург Фридрих фон Лютцелбург († 1553), господар на Имлинген, и София Мюнх фон Вилшперг († 1553).

## Фамилия
Йохан Вайганд фон Лютцелбург се жени пр. 1565 г. за Анна Маргарта Щрайф фон Лауенщайн († 1668), дъщеря на Ото Щрайф фон Лауе (* ок. 1577) и Елизабет фон Вреде (* ок. 1580). Те имат една дъщеря:
- Мария Маргарета фон Лютцелбург (* 28 май 1632, Имлинген, Лотарингия; † 28 септември 1689, Дрезден), омъжена на 5 ноември 1647 г. в Хагенау за фрайхер Хайнрих III фон Фризен (* 25 септември 1610; † 14 май 1680)